# 義縱
義縱（？—前117年），河東郡（今山西省）人，西漢酷吏。

## 生平
漢武帝劉徹時，因姐姐義姁醫好武帝母王太后的疾病，擔任長陵令和長安令之職，執法嚴峻，曾惩治太后的外孙修成子仲。後遷升擔任河內郡都尉，誅殺穰氏等豪強並且提升為南陽郡太守，並推薦杜周為廷尉史。後任定襄太守。義縱任右內史時，以阻撓「告緍令」（打擊工商的法令），被殺。

## 不寒而慄
漢武帝調任義縱為定襄太守，處理治安混亂的定襄。義縱一到定襄，就將監獄中二百多個重罪輕判的犯人重新判處死刑，同時將二百多個私自來監獄探望這些犯人的家屬抓了起來，說他們想要爲犯人開脫罪行，也一起判處死刑。
那天，一下子就殺了四百多人。儘管那天天氣不冷，然而，住在定襄的人聽到這個消息後都嚇得不寒而慄。
以上就是成語不寒而慄的典故。

## 义纵之死
汉武帝颁布“缗钱令”后，又尊崇卜式，不过，老百姓却始终不肯拿出自己的财产帮助国家，于是，元狩六年，由杨可主持，对隐瞒财产者进行的告发和惩处大规模地进行。义纵认为此举骚扰了百姓，命官吏逮捕杨可派出的人员。汉武帝以义纵抗拒圣旨、阻挠告密之事，将其处死。

## 延伸阅读
[在维基数据编辑]
 《史記/卷122》，出自司馬遷《史記》
 《漢書·卷090》，出自班固《漢書》